# Aeghyna baszk herceg
Aeghyna (ur. 626? – 638) volt a később Gascogne-nak nevezett Baszk Hercegség második hercege. Neve Aighyna, Aeghyna, Aegyna, Aigino, illetve Aichina alakokban is ismert; ennek alapján valószínűleg egy szász nemes lehetett. Uralkodásáról főleg a Fredegar-krónikából tudunk (4.54, p 66.). Feltételezik, hogy Normandia Bessinnek nevezett részéről származhatott, mert ebben az országrészben sok szász település volt. A Fredegar-krónika szerint 626-ban „szász herceg” volt.
Elfojtotta Palladius és Sidocus Eauze-i püspökök baszk felkelés kirobbantására szőtt összeesküvését, és sikerrel túlélte azt a merényletet is, amit Clichy palotájában kísérelt meg ellene orgyilkos, akit II. Charibert egyik tanácsnoka bérelt fel. A felkelő baszkok elől el kellett menekülnie, de 635-ben a frankok (tíz burgundi herceg egy-egy hadoszloppal) nagy hadjáratot vezettek a baszkok ellen, és Aeghynát visszahelyezték jogaiba.

## Fordítás
Ez a szócikk részben vagy egészben  az   Aeghyna című angol Wikipédia-szócikk ezen változatának fordításán alapul.  Az eredeti cikk szerkesztőit annak laptörténete sorolja fel. Ez a jelzés csupán a megfogalmazás eredetét és a szerzői jogokat jelzi, nem szolgál a cikkben szereplő információk forrásmegjelöléseként.